# Cochemiea poselgeri

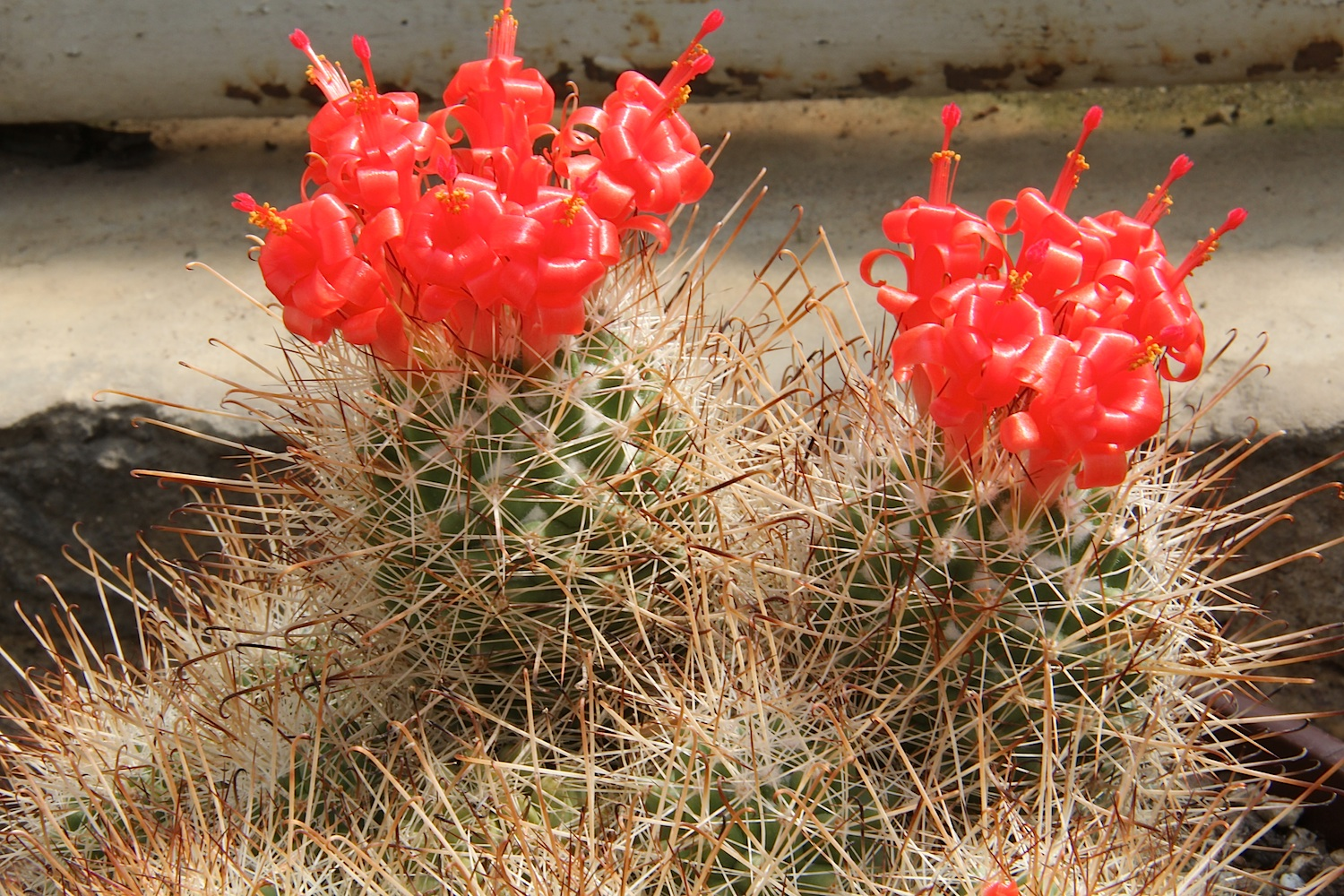
Gruppe

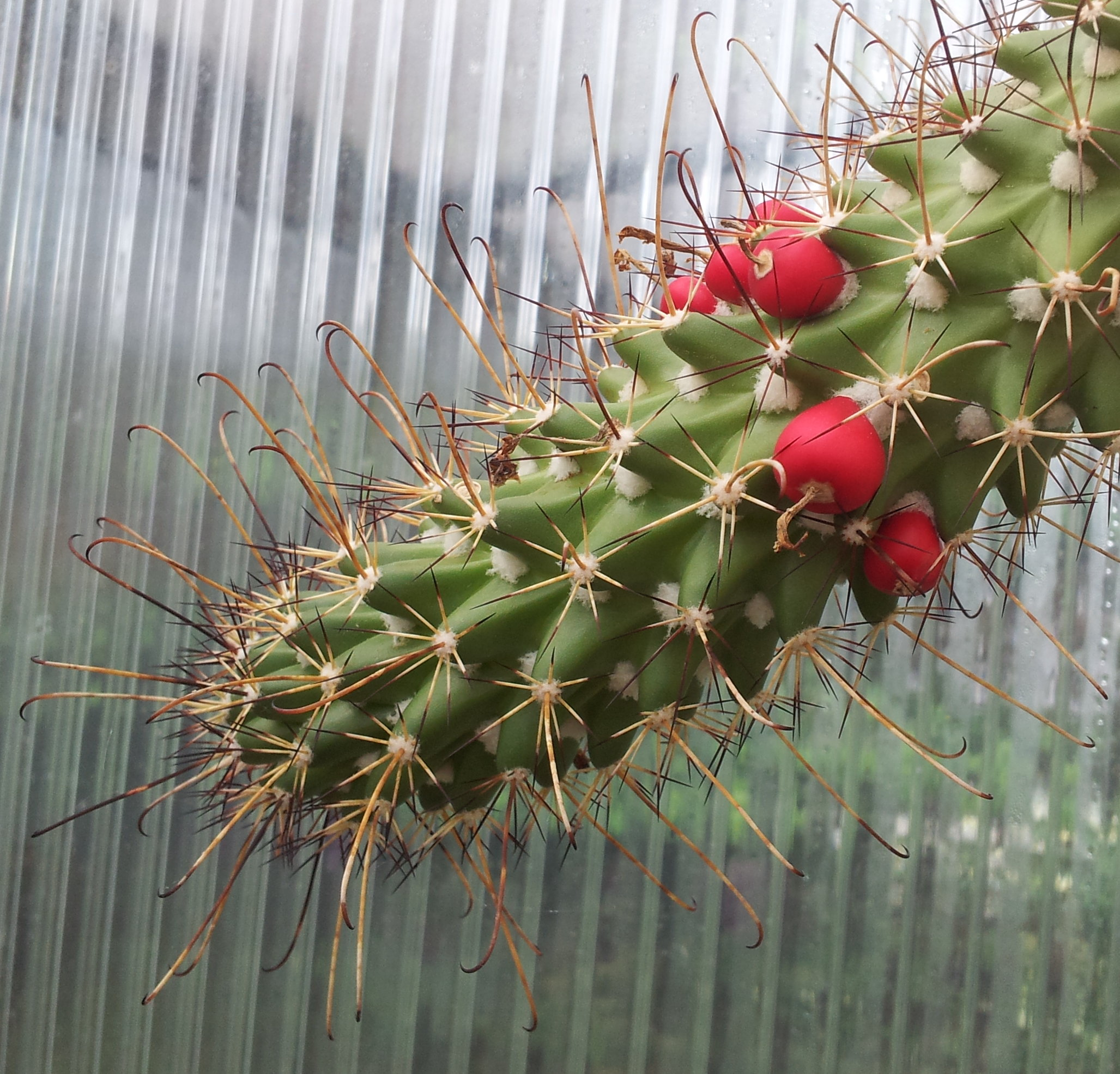
Früchte

Cochemiea poselgeri ist eine Pflanzenart aus der Gattung Cochemiea in der Familie der Kakteengewächse (Cactaceae). Das Artepitheton poselgeri ehrt den deutschen Botaniker Heinrich Poselger (1818–1883).

## Beschreibung
Cochemiea poselgeri wächst von der Basis verzweigend, wodurch sich größere Gruppen herausbilden. Die einzelnen Triebe sind zylindrisch geformt und werden bis zu 2 Meter lang und 4 Zentimeter im Durchmesser groß, wobei sie oft über Felsen herabhängen. Die einzelnen Warzen sind dreikantig geformt etwas apikal gerundet und sind mehr oder weniger entfernt stehend. Die Axillen sind mit wenigen Borsten bewollt. Der gehakte Mitteldorn wird 1,5 bis 2 Zentimeter lang. Bis zu 8 Randdornen mit einer Länge von 1 Zentimeter sind braun mit weißer Spitze.
Die 3 Zentimeter großen schiefsaumigen Blüten sind rot. Die Früchte sind kugelig bis breit verlängert und ebenfalls rot gefärbt.

## Verbreitung, Systematik und Gefährdung
Cochemiea poselgeri ist in dem mexikanischen Bundesstaat Baja California Sur verbreitet.
Die Erstbeschreibung als Mammillaria poselgeri erfolgte 1885 durch Heinrich Hildmann († 1895) in der Garten-Zeitung. Nathaniel Lord Britton und Joseph Nelson Rose stellten die Art 1923 in die Gattung Cochemiea.
In der Roten Liste gefährdeter Arten der IUCN wird die Art als „Least Concern (LC)“, d. h. als nicht gefährdet geführt.

## Nachweise